# Seznam chráněných území v okrese Trenčín
Toto je seznam chráněných území v okrese Trenčín aktuální k roku 2015, ve kterém jsou uvedena chráněná území v oblasti okresu Trenčín.
| Kód  | Obrázek                | Typ | Název                     | Rozloha (ha) | Galerie Commons                                      | Popis území | Souřadnice                             |
| ---- | ---------------------- | --- | ------------------------- | ------------ | ---------------------------------------------------- | ----------- | -------------------------------------- |
| 10   | PR Bindárka            | PR  | Bindárka                  | 8,9829       |                                                      |             | 48°51′31″ s. š., 18°6′42″ v. d.        |
| 30   |                        | PR  | Debšín                    | 9,6100       |                                                      |             |                                        |
| 1035 |                        | PP  | Drietomica                | 15,7240      |                                                      |             | 48°52′20″ s. š., 17°58′39″ v. d.       |
| 120  |                        | PP  | Drietomské bradlo         | 3,9200       |                                                      |             |                                        |
| 46   |                        | PR  | Hornozávrská mokraď       | 1,5017       |                                                      |             |                                        |
| 1016 |                        | PR  | Jachtár                   | 31,6700      |                                                      |             |                                        |
| 1195 |                        | PP  | Jánošíkova jaskyňa        | x            |                                                      |             |                                        |
| 1162 | Jelenská jeskyně       | PP  | Jelenská jeskyně          | x            | Kategorie „Jaskyňa pod Jeleňom“ na Wikimedia Commons |             | 48°54′46″ s. š., 18°10′13″ v. d.       |
| 83   | Krasín                 | PR  | Krasín                    | 26,4001      |                                                      |             | 48°57′40″ s. š., 18°1′6″ v. d.         |
| 86   |                        | PP  | Kurinov vrch              | 1,2968       |                                                      |             |                                        |
| 88   |                        | NPP | Lánce                     | 3,0305       |                                                      |             |                                        |
| 100  |                        | PP  | Malostankovské vresovisko | 2,8700       |                                                      |             | 48°48′50″ s. š., 18°0′55″ v. d.        |
| 106  |                        | PP  | Mitická slatina           | 2,8315       |                                                      |             |                                        |
| 118  |                        | PR  | Omšenská Baba             | 36,1169      |                                                      |             | 48°54′43″ s. š., 18°14′16″ v. d.       |
| 1163 | Opatovská jeskyně      | PP  | Opatovská jeskyně         | x            | Kategorie „Jaskyňa nad cestou“ na Wikimedia Commons  |             | 48°54′18″ s. š., 18°4′25″ v. d.        |
| 814  |                        | PR  | Ostrý vrch                | 12,6800      |                                                      |             |                                        |
| 885  |                        | PP  | Petrová                   | 2,9100       |                                                      |             |                                        |
| 133  |                        | PR  | Pod Homôľkou              | 7,6076       |                                                      |             | 48°55′0″ s. š., 18°19′0″ v. d.         |
| 1036 |                        | PP  | Podsalašie                | 14,8000      |                                                      |             |                                        |
| 138  |                        | PP  | Potok Machnáč             | 8,8888       |                                                      |             |                                        |
| 140  | Bukový porost v Inovci | PR  | Považský Inovec           | 35,4200      | Kategorie „Považský_Inovec“ na Wikimedia Commons     |             |                                        |
| 141  |                        | PR  | Prepadlisko               | 7,8295       |                                                      |             |                                        |
| 781  |                        | PP  | Rajkovec                  | 0,9422       |                                                      |             |                                        |
| 150  |                        | PP  | Selecké kamenné more      | 4,8300       |                                                      |             | 48°46′45″ s. š., 18°1′8″ v. d.         |
| 151  |                        | PP  | Selecký potok             | 4,5292       |                                                      |             |                                        |
| 161  |                        | PP  | Súčanka                   | 6,7700       |                                                      |             |                                        |
| 162  |                        | PP  | Svinica                   | 2,0292       |                                                      |             |                                        |
| 177  |                        | PR  | Trubárka                  | 7,4000       |                                                      |             |                                        |
| 181  |                        | PP  | Včelíny                   | 1,2935       |                                                      |             |                                        |
| 193  |                        | PR  | Zamarovské jamy           | 6,4890       |                                                      |             |                                        |
| 199  |                        | PR  | Žihľavník                 | 130,1800     |                                                      |             | 48°53′22,86″ s. š., 18°14′19,07″ v. d. |